# ایساکو واشیو
ایساکو واشیو (انگلیسی: Isako Washio؛ زادهٔ ۱ آوریل ۱۹۶۷) یک هنرپیشه اهل ژاپن است.